# Os de Balaguer
Os de Balaguer là một đô thị trong tỉnh Lleida, cộng đồng tự trị quần đảo Canary Tây Ban Nha. Đô thị Os de Balaguer có diện tích là 136 ki-lô-mét vuông, dân số năm 2009 là 985 người với mật độ 7,24 người/km². Đô thị Os de Balaguer có cự ly km so với tỉnh lỵ Lleida.